# Kozłowo
Kozłowo [pronunciación en polaco: /kɔˈzwɔvɔ/] es un pueblo ubicado en el distrito administrativo de Gmina Świecie, dentro del Distrito de Świecie, Voivodato de Cuyavia y Pomerania, en el norte Polonia central. Se encuentra aproximadamente a 4 kilómetros al oeste de Świecie, a 42 kilómetros al noreste de Bydgoszcz, y a 46 kilómetros al norte de Toruń.